# Eugen Podaubsky
Eugen Podaubsky (Pleternica, 26. svibnja 1869. – Zagreb, 25. listopada 1935.) hrvatski je veterinar i prvi dekan Veterinarskog fakulteta u Zagrebu.

## Životopis

### Mladost i brazovanje
Nakon završene pučke škole polazi u gimnaziju u Požegi i Zagrebu. Studirao je na Vojnom veterinarskom institutu u Beču, gdje je diplomirao 1894. godine.

### Stručni i znanstveno-nastavni rad
Isprva je radio kao vojni veterinar. Kasnije je bio ravnatelj Zemaljske potkivačke škole u Zagrebu (1899. – 1919.), matičar i prvi dekan Veterinarskoga fakulteta u Zagrebu (1919. – 1935.), osnivač i glavni urednik stručnoga glasila Veterinarski vjesnik (1901. – 1911.), predsjednik Hrvatsko-slavonskoga veterinarskoga društva (1909. – 1918.). 
Na Poljoprivredno-šumarskom fakultetu u Zagrebu predavao je kao honorarni nastavnik (1919. – 1934.), a osnivač je i Veterinarske visoke škole u Zagrebu (1919.). Također, bio je i savjetnik zemaljske vlade za konjogojstvo.

## Značaj
Članovi veterinaraskog društva podigli su mu spomenik u znak zahvalnosti za sve što je učinjeno na području veterine. Također, jedna od pleterničkih ulica nosi njegovo ime. Veterinarski fakultet u Zagrebu dodjeljuje Povelju "Eugen Podaubsky" za posebne zasluge i doprinos u unapređenju znanstvenog, nastavnog i stručnog rada te doprinos u širenju ugleda fakulteta i veterinarske struke svojim redovitim profesorima ili profesorima emeritusima.